# Pararula
Pararula je přeměněná hornina, typ ruly, která vznikla vysokostupňovou přeměnou sedimentů.
Termín pararula (paragneiss) zavedl v roce 1891 Karl Heinrich Rosenbusch.

## Vznik
Pararula vznikla přeměnou sedimentárních, zejména pelitických a drobových hornin v amfibolitové facii. Patří k nejrozšířenějším regionálně přeměněným horninám.

## Složení a vlastnosti
Hlavními minerály pararul jsou křemen, živce, s vysokým podílem plagioklasu a slídy, z nichž většinou převládá biotit, při vyšším stupni přeměny může obsahovat i značný podíl aluminosilikátů jako jsou kyanit, andalusit a sillimanit, též cordierit, staurolit a granáty. Podle obsahu dalších minerálů se rozlišuje svorová pararula (s nízkým obsahem živců), pararula grafitová, dvojslídnatá, amfibol-biotitová atd. Kinzigit je označení granáto-grafitické pararuly.

## Výskyt

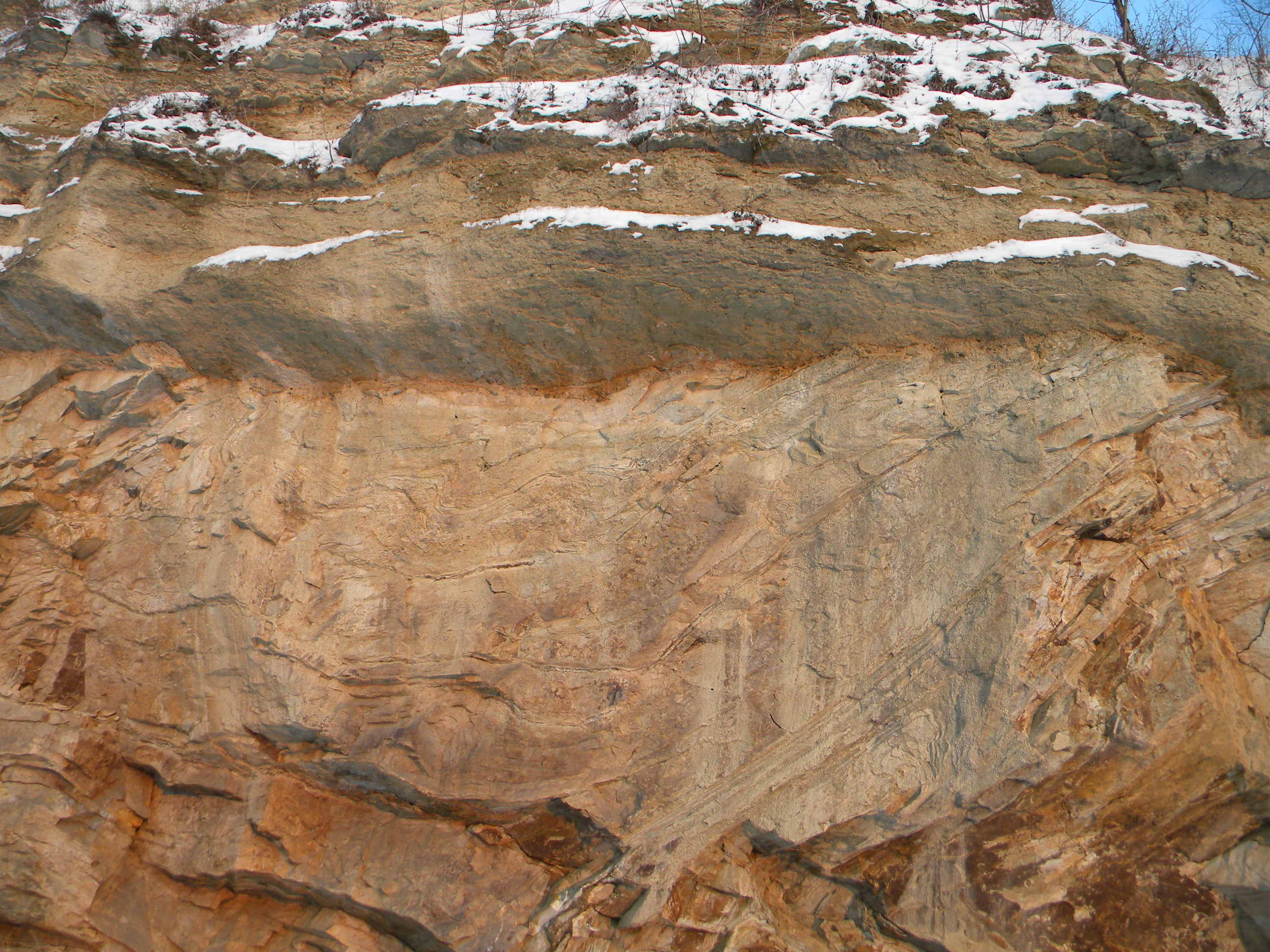
Úhlová diskordance mezi prvohorními vrstvami pararuly a křídovými usazeninami (pískovec, slepenec) v lomu Práchovna, Kutná Hora-Žižkov

V Českém masivu tvoří pararuly hlavní masu hornin moldanubika. Vyskytují se v Alpách, Schwarzwaldu a jinde. V Západních Karpatech jsou součástí veporického i tatrického krystalinika, kde většinou jde o pararuly s obsahem sillimanitu a granátu. Jsou známy z Považského Inovce, Malé Fatry, ve Vysokých a Nízkých Tatrách, stejně jako vystupují v krystaliniku zemplinika. Plagioklasové pararuly vystupují především v Slovenském rudohoří.

## Použití
Pararuly nemají žádné významnější praktické použití ani větší ekonomický význam. Mohou být využity jako kamenná drť a stavební kámen.